# Alopecosa alpicola soriculata
Alopecosa alpicola là một phân loài nhện trong họ Lycosidae.
Loài này thuộc chi Alopecosa. Alopecosa alpicola soriculata được Eugène Simon miêu tả năm 1876.